# Гереево
Гереево — деревня в Игринском районе Удмуртии. Входит в Муниципальное образование «Кабачигуртское».
В летописях упоминается с 1748г.

## География
Деревня находится в 7 км от районного центра (село Игра) и в 1,3 км от центра сельского поселения (деревня Кабачигурт).

## Население
| 1859 | 1891 | 2010 | 2012 |
| ---- | ---- | ---- | ---- |
| 226  | ↘203 | ↘123 | ↘116 |

## Известные уроженцы
- Пётр Кириллович Поздеев (1931—2007) — удмуртский писатель, поэт, фольклорист.